# Cafē Laniika
『Cafē Laniika』（カフェ・ラニーカ）は、2018年4月6日から2019年3月29日まで放送されたエフエム北海道（AIR-G'）のラジオ番組。

## 出演
- Trisha[1]
- かきざきさと[1]

## 放送時間
いずれもJST。
- AIR-G' 毎週金曜 19:00 - 20:55 （2018年4月6日 - 2019年3月29日）